# Harder, Better, Faster, Stronger
"Harder, Better, Faster, Stronger" là ca khúc của ban nhạc người Pháp Daft Punk. Ấn bản trích từ album Discovery được phát hành dưới dạng đĩa đơn vào ngày 13 tháng 10 năm 2001. Ấn bản trình diễn trực tiếp trích từ album Alive 2007 được phát hành dưới dạng đĩa đơn vào ngày 15 tháng 10 năm 2007, sau đó giành Giải Grammy cho Thu âm nhạc dance xuất sắc nhất vào năm 2009. Tháng 10 năm 2011, tạp chí NME xếp ca khúc này ở vị trí 132 trong danh sách "150 bài hát xuất sắc của 15 năm gần nhất".

## Danh sách đĩa nhạc
1. "Harder, Better, Faster, Stronger" (album) – 3:43
2. "Harder, Better, Faster, Stronger" (Breakers Break remix) – 4:38
  - Remixed and edited by Dominique Torti
3. "Harder, Better, Faster, Stronger" (The Neptunes remix) – 5:12
4. "Harder, Better, Faster, Stronger" (Pete Heller's stylus mix) – 9:14

### Ấn bản từAlive 2007
1. "Harder, Better, Faster, Stronger" (Alive 2007) – radio edit - 3:34
2. "Harder, Better, Faster, Stronger" (Alive 2007) – extended - 4:43
3. "Harder, Better, Faster, Stronger" (Alive 2007) – video

## Xếp hạng và chứng chỉ
| Bảng xếp hạng (2001)                | Vị trí cao nhất |
| ----------------------------------- | --------------- |
| Bỉ (Ultratip Flanders)              | 8               |
| Bỉ (Ultratop 50 Wallonia)           | 38              |
| Pháp (SNEP)                         | 17              |
| Thụy Sĩ (Schweizer Hitparade)       | 70              |
| Anh Quốc (OCC)                      | 25              |
| Hoa Kỳ Dance Club Songs (Billboard) | 3               |

| Quốc gia | Chứng nhận | Số đơn vị/doanh số chứng nhận |
| --- | ---------- | ----------------------------- |
| Anh Quốc (BPI) | Bạc        | 200.000‡                      |
| * Chứng nhận dựa theo doanh số tiêu thụ. ^ Chứng nhận dựa theo doanh số nhập hàng. ‡ Chứng nhận dựa theo doanh số tiêu thụ và phát trực tuyến. |            |                               |

| Bảng xếp hạng (2007)          | Vị trí cao nhất |
| ----------------------------- | --------------- |
| Úc (ARIA)                     | 43              |
| Áo (Ö3 Austria Top 40)        | 58              |
| Bỉ (Ultratop 50 Flanders)     | 16              |
| Bỉ (Ultratop 50 Wallonia)     | 17              |
| Pháp (SNEP)                   | 19              |
| Thụy Sĩ (Schweizer Hitparade) | 50              |